# Onze-Lieve-Vrouwekerk (Brugge)

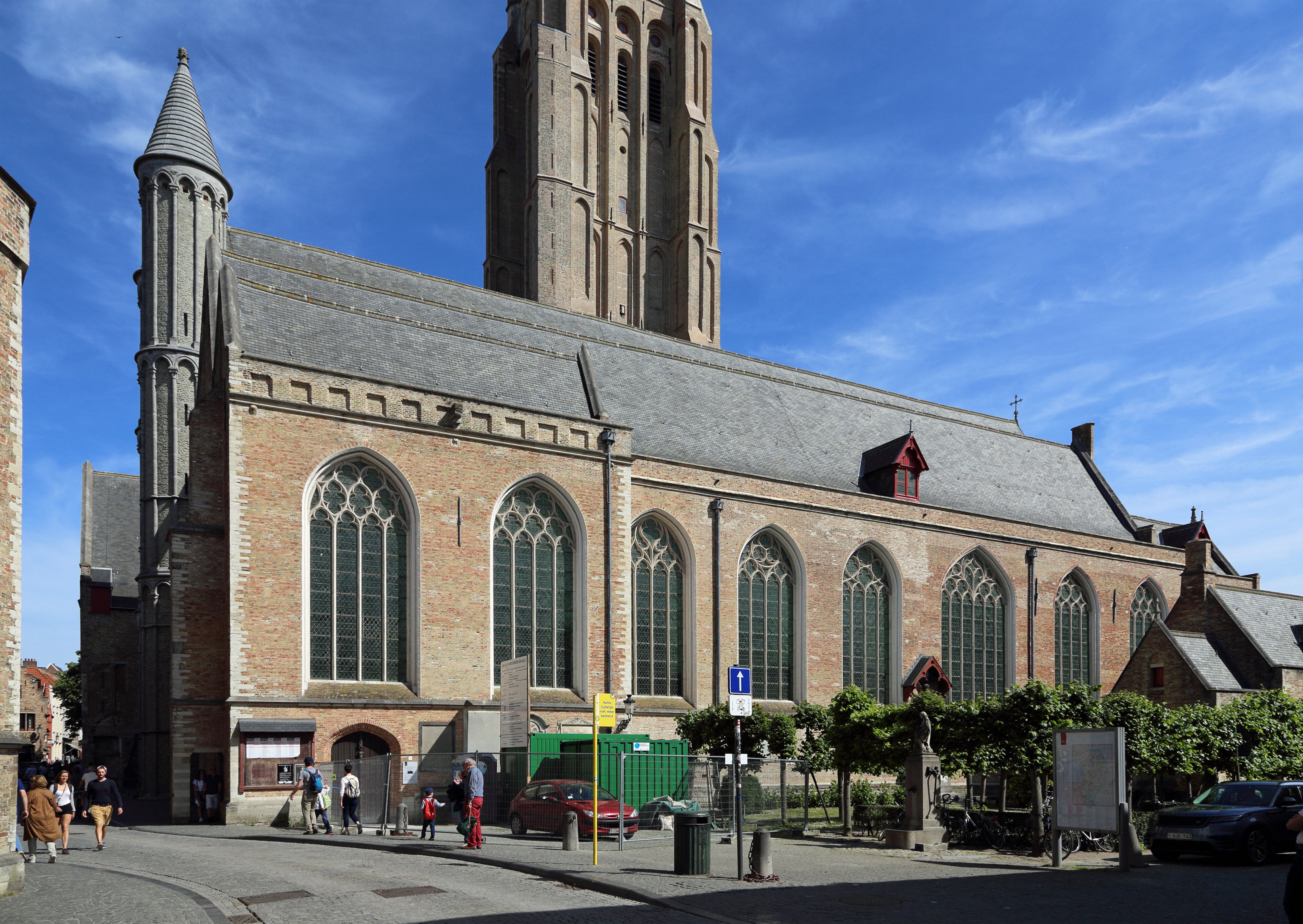
Zuidgevel van de Onze-Lieve-Vrouwekerk.

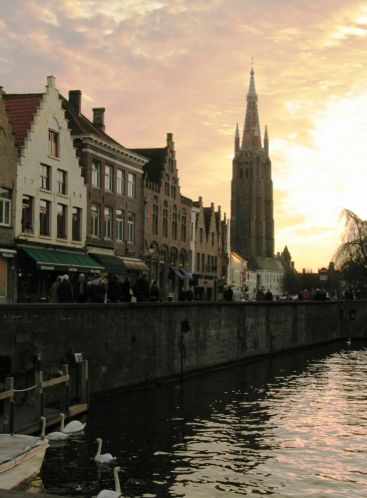
De Onze-Lieve-Vrouwekerk gezien vanaf de Rozenhoedkaai.

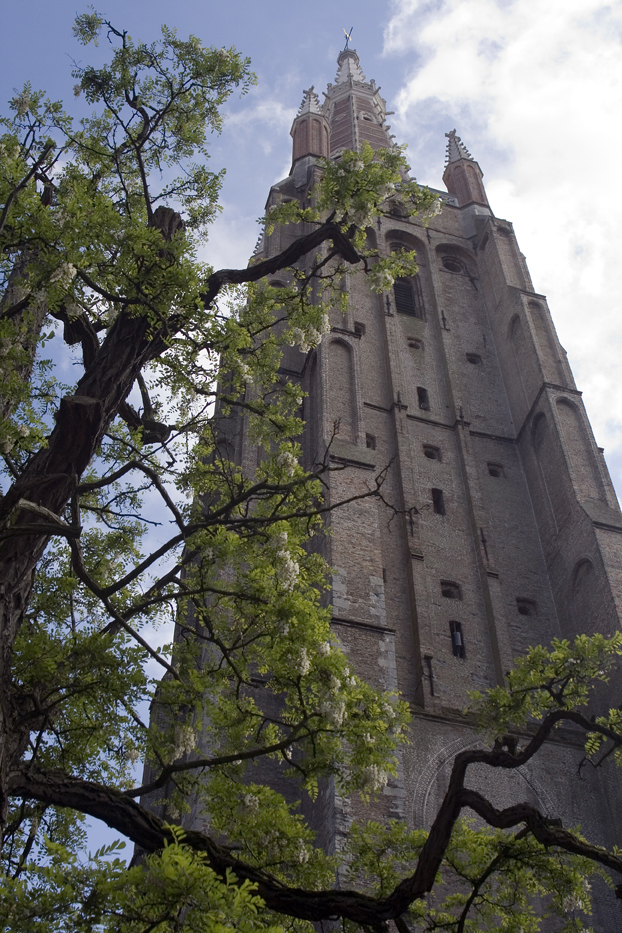
De toren van de Onze-Lieve-Vrouwekerk.

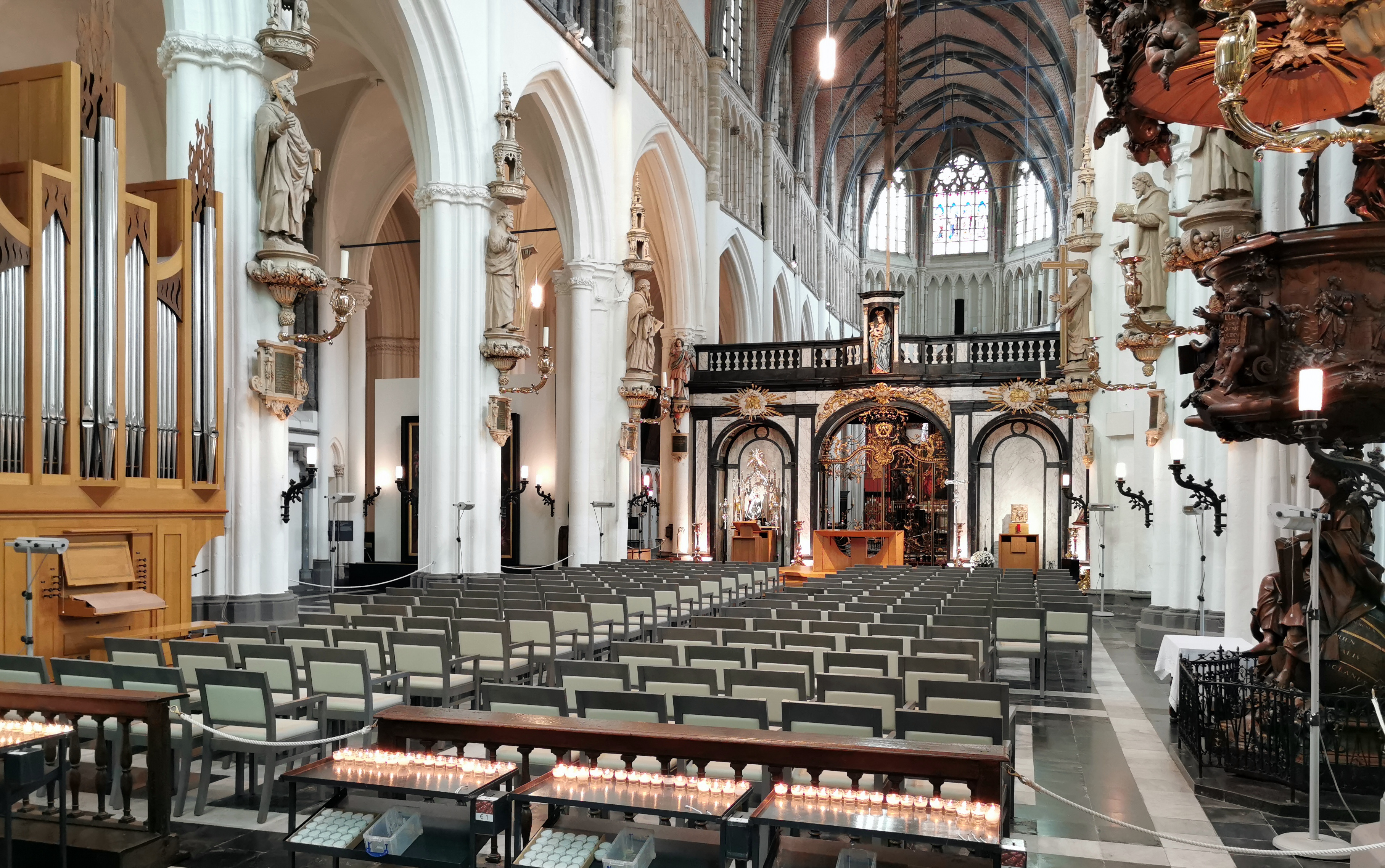
Het middenschip van de kerk met vooraan het koorafsluitende doksaal.

De Onze-Lieve-Vrouwekerk is een van de oudste bidplaatsen in Brugge, en een toeristische trekpleister. Ze was tot op het einde van het ancien régime een collegiale kerk met een proost en een kapittel van kanunniken, nadien een decanale kerk.
De 115,6 meter hoge, volledig in baksteen opgetrokken toren beheerst het Brugse stadsgezicht. Deze toren, een van de hoogste in België, is de op een na hoogste bakstenen toren ter wereld (na de 130,6 meter hoge toren van de Sint-Martinuskerk in Landshut, Duitsland).
Ze is een erkende parochiekerk binnen Brugge en maakt sinds het begin van de 21e eeuw deel uit van de parochiefederatie Sint-Donatianus. Sinds de jaren 1980 fungeert ze ook als toeristische 'onthaalkerk'. Sinds 2019 is het betalende museumgedeelte van de kerk opgenomen binnen de overkoepelende organisatie Musea Brugge.

## Bouwgeschiedenis
Het eerste kerkje op deze plek, een Karolingische kapel, dateerde van circa 875. In de archieven van de kerk wordt de stichting gedateerd in het jaar 741 en toegeschreven aan Bonifatius, maar deze bewering is twijfelachtig, daar het oudste patronymicum teruggaat op diens gezel Hilarius. De kapel was volgens de gangbare thesis opgericht als dochterkerk van de Sint-Maartenskerk in Sijsele, die op haar beurt in het bezit was van de Dom van Utrecht. In 1116 maakte de kapel zich los van Sijsele en werd hoofdkerk van een zelfstandige parochie. Vermoedelijk werd het bouwwerk daarom herbouwd en uitgebreid onder Karel de Goede.
Vanaf ca. 1230 werd de bouw van de huidige kerk aangevat. Het oudste deel, de middenbeuk, werd opgetrokken in Doornikse steen, in de typische Scheldegotiek. Aan de voor- en de westgevel herkent men eveneens de invloed van de Scheldegotiek, met de twee typische traptorentjes en het gebruik van blauwsteen. Het koorgedeelte en de apsis, gebouwd tussen 1270 en 1280, stralen de klassieke Franse gotiek uit, maar dit volledig in baksteen. In 1370 kwam de noordelijke beuk er en in 1450 de zuidelijke. Omstreeks 1465 werd het Paradijsportaal opgetrokken in Brabantse gotiek.
De toren van de Onze-Lieve-Vrouwekerk is het hoogste gebouw in de stad Brugge. De eerste toren stortte in 1163 in en er werd herbouwd tussen ongeveer 1270 en 1340; de spits werd pas in de 15e eeuw toegevoegd en in de 19e eeuw herbouwd. Het gebruik van baksteen is typisch voor de kustgotiek. De kerk telt vijf beuken. Midden in de middenbeuk verdeelt het doksaal, dat uit drie delen bestaat, de kerk in twee delen: het hoogkoor en het schip. De apostelbeelden zijn van de 17e eeuw.

## Praalgraven en koor

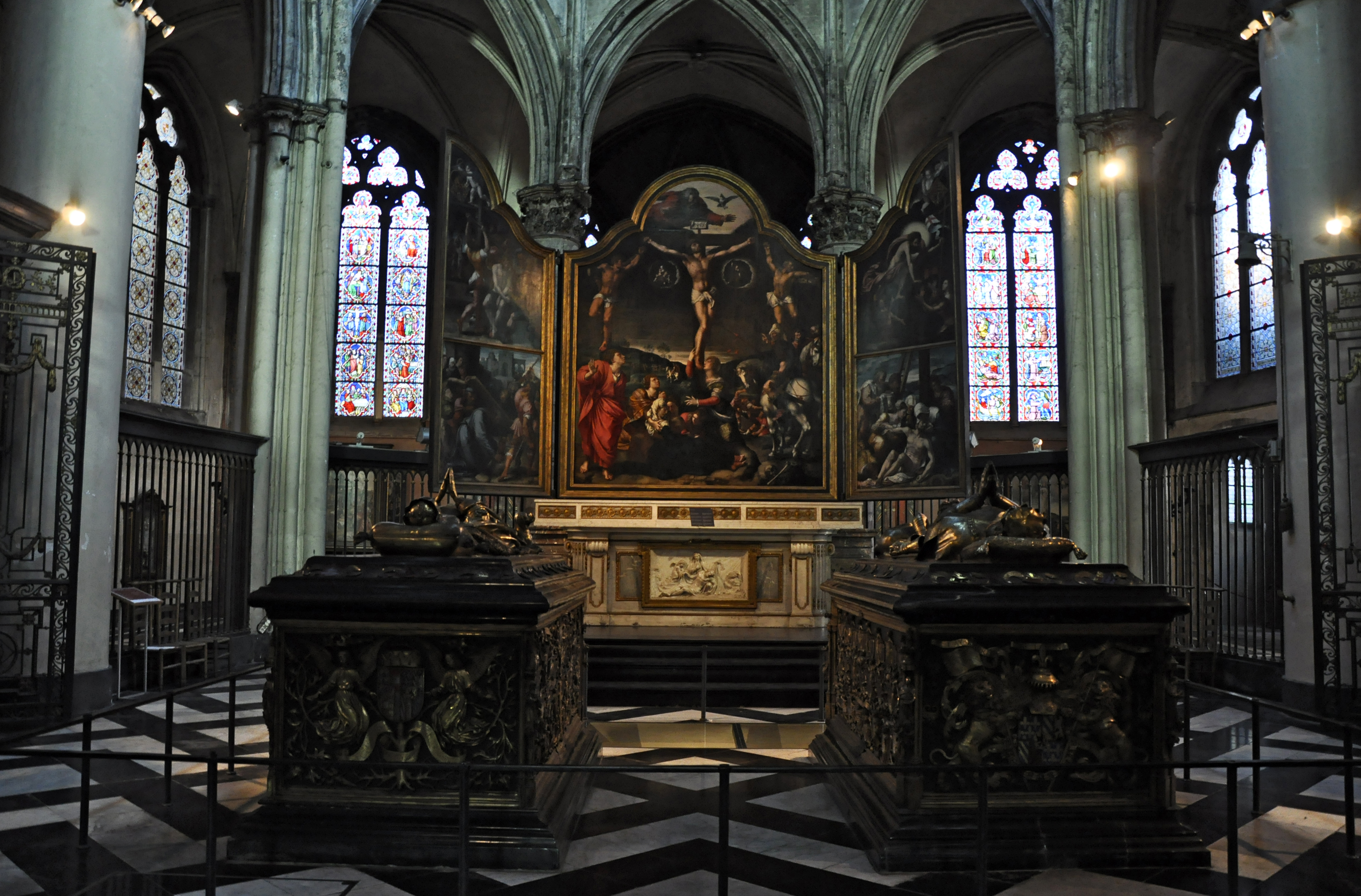
Praalgraven van Maria van Bourgondië en Karel de Stoute.

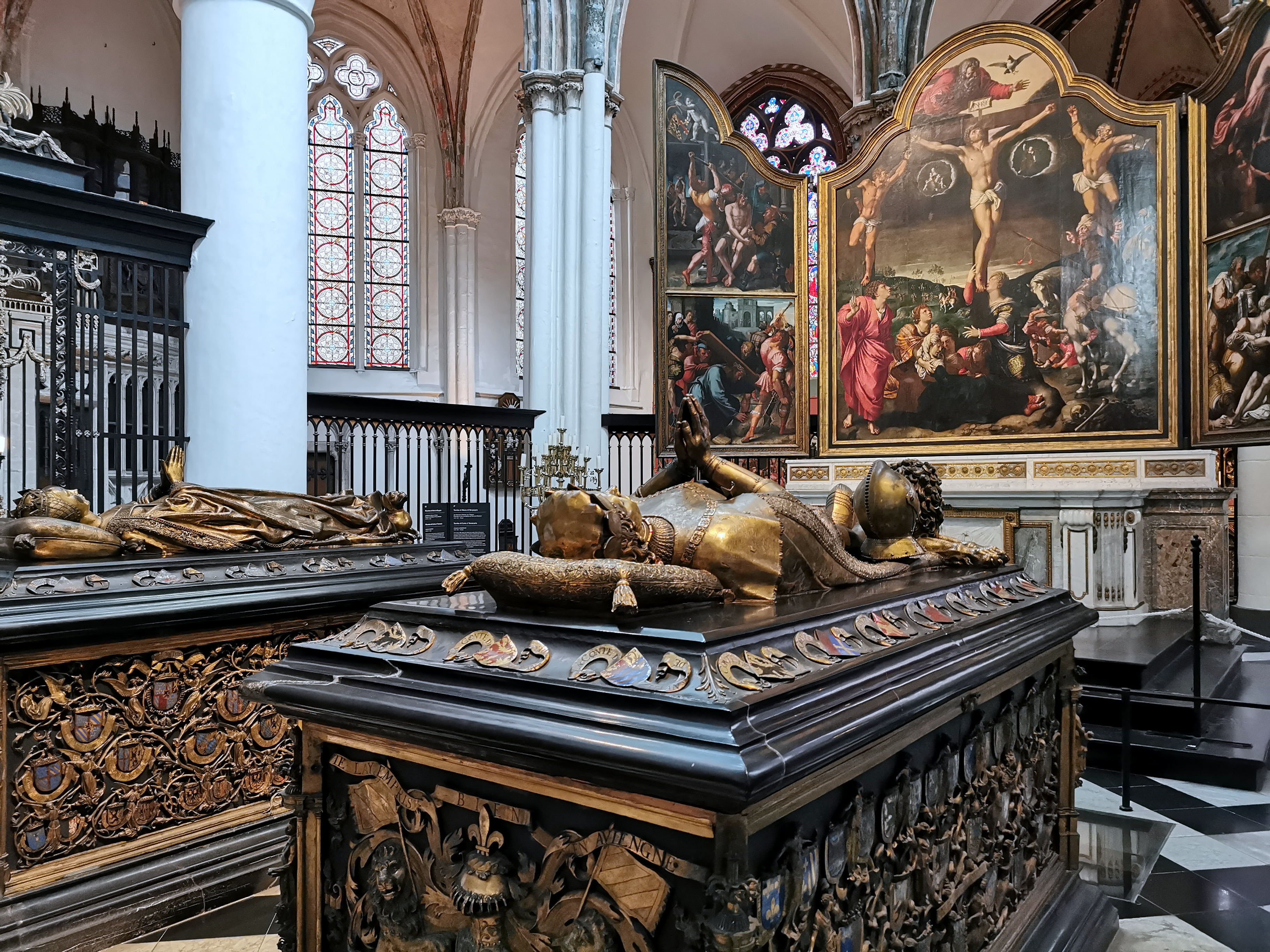
Praalgraven van Maria van Bourgondië en Karel de Stoute.

De kerk geniet onder meer bekendheid omdat Maria van Bourgondië er begraven ligt. Tijdens archeologisch onderzoek in 1979 werd haar stoffelijk overschot geïdentificeerd. Van haar vader, Karel de Stoute is hier enkel het praalgraf aanwezig. Zijn stoffelijke resten werden door keizer Karel V, een kleinzoon van Maria, vanuit Frankrijk naar Brugge overgebracht. Vermoedelijk werd hij in de inmiddels verdwenen Sint-Donaaskathedraal op de Burg begraven. Zijn lijk werd nooit teruggevonden. De praalgraven bevinden zich in het hoogkoor van de kerk.
Boven het hoogaltaar hangt een drieluik van de hofschilder van Margaretha van Oostenrijk, Bernard van Orley. Het is een passieverhaal met de kruisdood in het midden. Aan de voet van het altaar, onder de praalgraven, werden drie graven blootgelegd die rijk beschilderd zijn.
De loden kist in een van de graven (zichtbaar opgesteld) bergt het gebeente van Maria die in 1482 in Brugge overleed. Een inscriptie duidt aan dat het hart van haar zoon Filips de Schone, vader van Karel V, geborgen is in een apart loden doosje.
Het praalgraf van Maria en tevens het oudste, werd ontworpen door Jan Borman. Beide vorsten worden naar middeleeuwse gewoonte voorgesteld in liggende houding en gevouwen handen. Met geopende ogen zijn ze in aanschouwing van het eeuwige leven. Aan hun voeten fungeren leeuw en hond als symbolen van de mannelijke kracht en de vrouwelijke trouw.
Het gelaat van Maria van Bourgondië is ragfijn weergegeven, geboetseerd naar het dodenmasker. Haar kroon met edelstenen versierd, haar handen en haar weelderig golvende mantel zijn een miniatuurkunstwerk. Het grafmonument is nog volledig gotisch van concept en van geest.
Het praalgraf van Karel de Stoute is een halve eeuw jonger. De uitwerking is gedeeltelijk gotisch, gedeeltelijk renaissancistisch. De lijnen vallen veel strakker uit, maar de wapenrusting is kunstig en gedetailleerd weergegeven. Op beide zwarte sarcofagen zijn vooraan gedenkplaten aangebracht en op de zijwanden zie je de geëmailleerde familieschilden van de voorouders.
Foto's van de praalgraven zijn te vinden bij de artikels gewijd aan Maria van Bourgondië en Karel de Stoute.
Boven de koorbanken hangen dertig wapenschilden van ridders van het Gulden Vlies. Het eerste schild links is dat van Karel de Stoute, vlak tegenover dat van zijn schoonbroer Eduard IV van Engeland. De wapenschilden herinneren aan het kapittel van de Orde van het Gulden Vlies dat in 1468 in deze kerk werd gehouden.

## Maria met Kind van Michelangelo

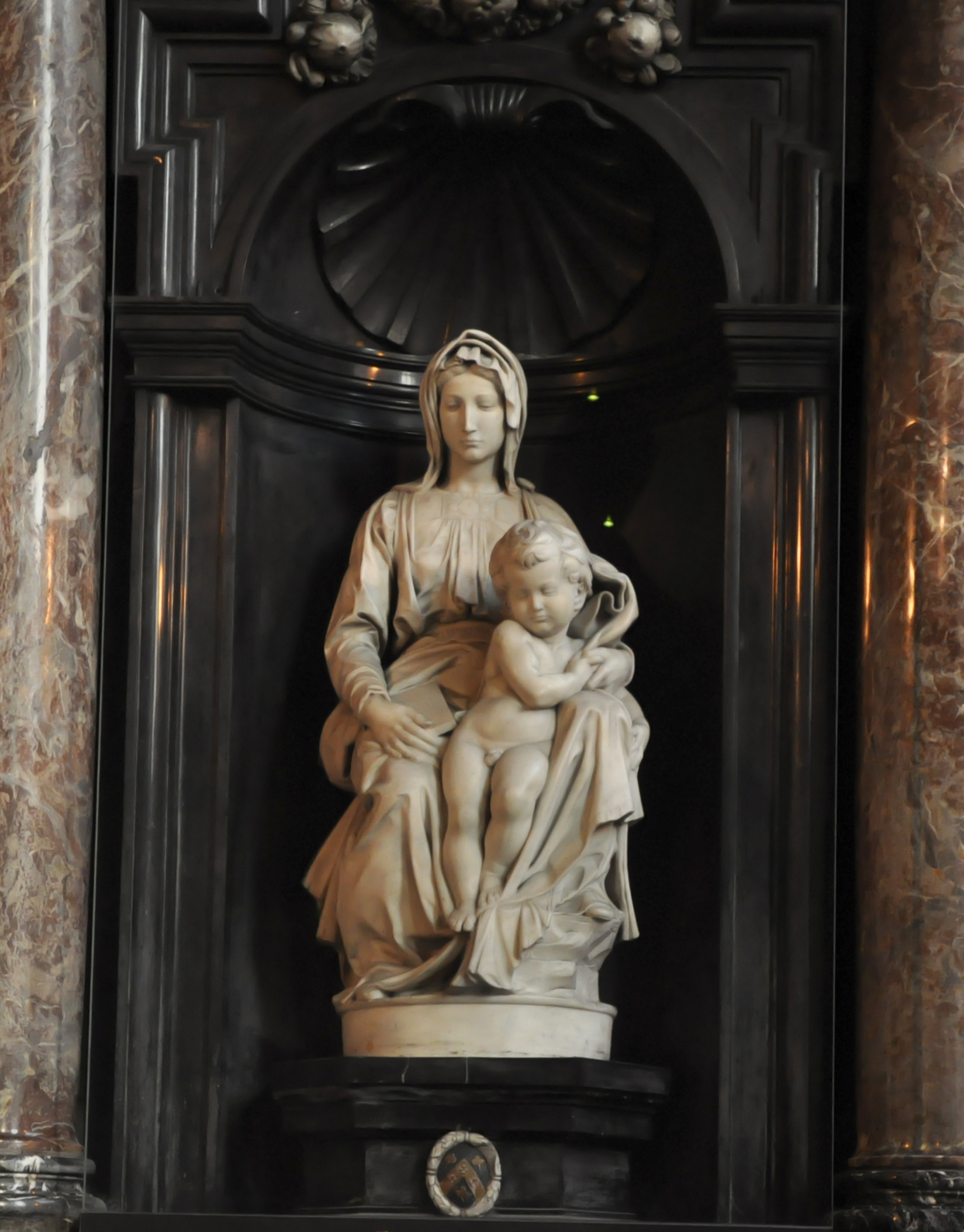
Michelangelo – Maria met Kind

Het wereldbekende werk van Michelangelo, Madonna met kind, bedoeld voor het Piccolominialtaar van de Dom van Siena, is een van de voornaamste kunstwerken bewaard in de Onze-Lieve-Vrouwekerk. Het werd in Italië aangekocht door de Brugse koopman Jan van Moeskroen (Giovanni di Moscerone) en in 1514 aan de kerk geschonken. Het familiegraf van de schenker ligt aan de voet van het altaar, vóór het beeld.
Het beeld werd in 1794 door de Franse bezetter en in 1944 door de Duitse bezetter weggehaald, maar kon telkens naar Brugge worden teruggebracht.

## Lanchalskapel
Pieter Lanchals (1440-1488) was de Brugse schout die om zijn trouw aan Bourgondië en aan Maximiliaan van Oostenrijk, door de Bruggelingen werd onthoofd. Zijn hoofd werd tentoongesteld aan de Gentpoort. Zijn grafmonument werd gedeeltelijk bewaard in de Onze-Lieve-Vrouwekerk.
Volgens een in de 19e eeuw ontstane legende legde keizer Maximiliaan I, echtgenoot van Maria van Bourgondië, de stad op ten eeuwige dage 52 langhalzen of zwanen te onderhouden en in de reien te laten rondzwemmen.

## Hemelgat
Boven de viering is een hemelgat bewaard met een intact takelmechanisme. Hierlangs werden hemelvaarten uitgebeeld voor de gelovigen door beelden op te hijsen. De laatste restaurateur heeft zijn werk vermeld op het beschilderde luik: Dese vaute is gemaeckt door Eugenius Goddyn ten jaere 1762.